# Aproksimacija
Aproksimacija je matematički pojam koji obilježava postupak pronalaženja funkcije koja približno opisuje (aproksimira) zadani konačan skup točaka ili neku drugu funkciju. Aproksimativne metode sastavni su dio grane matematike koju nazivamo numerička matematika.
Aproksimacijom skupa točaka određuju se nepoznati parametri funkcije unaprijed zadanog oblika (često linearne funkcije, ali i funkcije drugih oblika, poput polinoma višeg stupnja, trigonometrijskih, logaritamskih ili eksponencijalnih funkcija). Cilj aproksimacije je odrediti funkciju koja "najbolje" opisuje, tj. najmanje odstupa od skupa zadanih točaka. Kriteriji po kojima se utvrđuje "najmanje odstupanje" od skupa zadanih točaka su različiti, no najčešće se upotrebljava kriterij najmanjih kvadrata. Tim se kriterijem traži da suma kvadrata udaljenosti između zadanih točaka i pripadnih aproksimacija bude minimalna. Metoda određivanja funkcija po tom kriteriju naziva se metoda najmanjih kvadrata.
Za razliku od aproksimiranja diskretnog skupa zadanih točaka, prilikom aproksimiranja zadanih funkcija kriterij za "najmanjeg odstupanja" koristi se kriterij apsolutnog odstupanja (kojim se traži maksimum apsolutne vrijednosti razlike između vrijednosti funkcije i njezine aproksimacija na zadanom intervalu) ili apsolutni integralni kriterij (kojim se traži da vrijednost integrala apsolutne vrijednosti razlike između funkcije i njezine aproksimacije bude minimalna). Ovakvi kriteriji definirani su nad intervalima, i stoga se teže ocijenjuju. Za njihov izračun često se koriste i neke od numeričkih aproksimativnih metoda, poput diskretizacije podataka ili numeričkog integriranja.

## Aproksimacija diskretnog skupa točaka
Za zadani skup točaka (xk, yk), k=1,...,n potrebno je odrediti parametre ai, i=1,...,m takve da funkcija f(x,a1,a2,...,an) najbolje aproksimira zadan skup podataka, tj. da vrijedi
{\displaystyle S=\sum _{k=1}^{n}\left(y_{k}-f(x_{k})\right)^{2}\rightarrow min}
Na primjer, kod linearne aproksimacije, tražena funkcija je oblika f(x)=ax+b, pa je cilj minimizirati sumu oblika
{\displaystyle S=\sum _{k=1}^{n}\left(y_{k}-a\cdot x_{k}-b\right)^{2}\rightarrow min}
Određivanje takvih parametara provodi se standardnom metodom za određivanje minimuma funkcije više varijabli. Točnije, potrebno je zadovoljiti nužni uvjet ekstrema, da su parcijalne derivacije dane sume po parametrima a1, ..., am jednake nuli. Tako dobivamo sustav jednadžbi oblika:
{\displaystyle {\frac {\partial S}{\partial a_{1}}}=0,...,{\frac {\partial S}{\partial a_{m}}}=0}
Rješavanjem tog sustava linearnih jednadžbi dobivamo tražene parametre ai, odnosno aproksimativnu funkciju f(x).